# Jakub Szadaj
Jakub Szadaj (ur. 6 grudnia 1948 w Gdańsku) – polski działacz społeczności żydowskiej, działacz opozycyjny i antykomunistyczny w okresie Polskiej Rzeczypospolitej Ludowej.
Założyciel i przewodniczący Niezależnej Gminy Wyznania Mojżeszowego, przewodniczący oddziału gdańskiego oraz członek Prezydium Zarządu Głównego Towarzystwa Społeczno-Kulturalnego Żydów w Polsce, były przewodniczący Gminy Wyznaniowej Żydowskiej w Gdańsku i były skarbnik ZGWŻ.

## Życiorys
Syn Mosze Liska (Gerarda Balduina) (ur. 1910), przedwojennego obywatela Wolnego Miasta Gdańska, i Emmi Agnieszki z domu Roeder (ur. 1919). W młodości należał do antykomunistycznej organizacji pod nazwą Gdańska Młodzieżowa Grupa Wywiadowcza, za co 3 kwietnia 1968 został aresztowany i skazany na 10 lat pozbawienia wolności za kierowanie organizacją antyrządową. Sześć miesięcy do wyroku przesiedział w areszcie przy ulicy Kurkowej, następnie przebywał w więzieniu w Mielęcinie pod Włocławkiem i Potulicach k. Bydgoszczy. Po wyjściu na wolność na skutek amnestii i warunkowego zwolnienia otrzymał dwuletnie przymusowe skierowanie do pracy. Wyrokiem Sądu Najwyższego z 15 stycznia 1992 został całkowicie oczyszczony z zarzutów postawionych mu w 1968.
Jakub Szadaj w 1993 reaktywował i od tego czasu przewodniczył Gminie Wyznaniowej Żydowskiej w Gdańsku. W 1999 został wykluczony ze Związku Gmin Wyznaniowych Żydowskich i założył w 2000 roku Niezależną Gminę Wyznania Mojżeszowego, której jest obecnie przewodniczącym. Jest jednym z głównych organizatorów Bałtyckich Dni Kultury Żydowskiej.

## Ordery i odznaczenia
- Krzyż Kawalerski Orderu Odrodzenia Polski (28 kwietnia 2008)[5][6]
- Srebrny Krzyż Zasługi (10 listopada 2005)[7]
- Krzyż Wolności i Solidarności (2018)[8]
- Medal Księcia Mściwoja II (2011)[9][10]

## Nagrody
- Nagroda Gdańskiego Towarzystwa Przyjaciół Sztuki (2008)[11]
- Nagroda Prezydenta Miasta Gdańska w Dziedzinie Kultury z okazji jubileuszu 50-lecia Towarzystwa Społeczno-Kulturalnego Żydów w Polsce Oddział Gdańsk (2009)[12]
- Nagroda Prezydenta Miasta Gdańska w Dziedzinie Kultury z okazji jubileuszu 50-lecia działalności na rzecz kultury żydowskiej w Gdańsku (2017)[12]